# Ngũgĩ wa Thiong'o

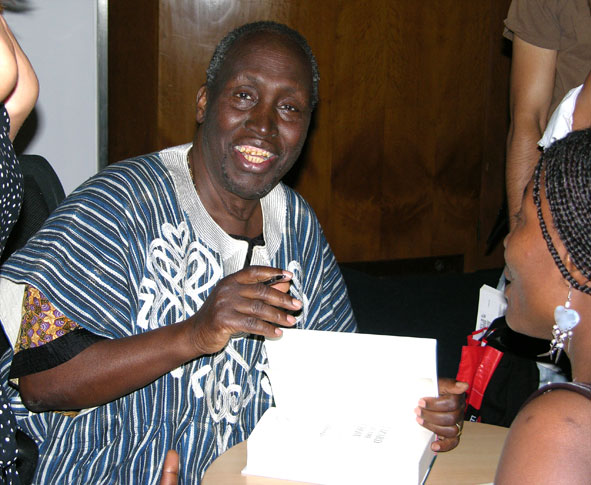
Ngũgĩ wa Thiong'o, 2007, Londres

Ngũgĩ wa Thiong'o (pronunciación en kikuyu: /ŋɡoɣe wa ðiɔŋɔ/; Limuru, Kenia, 5 de enero de 1938-28 de mayo de 2025) fue un escritor keniano que escribe principalmente en kikuyu. Ha escrito varias novelas, ensayos y cuentos; fundado el periódico en kikuyu Mutiiri y colaborado en el departamento de traducción e interpretación de la Universidad de California en Irvine. Es padre del también escritor Mũkoma wa Ngũgĩ.

## Biografía

### Primeros años y educación
Ngũgĩ nació en Kamiriithu, cerca de Limuru en el distrito Kiambu, Kenia, de ascendencia Kikuyu, y bautizado con el nombre de James Ngugi. Ngũgĩ wa Thiong'o es hijo de Thiong'o wa Nducu. Asistió a una escuela presbiteriana de la iglesia escocesa antes de entrar en 1949 en la escuela independiente, religiosa y nacionalista Karing'a.
Su familia se vio envuelta en el Levantamiento Mau Mau; su hermanastro Mwangi participó activamente en el Ejército de la Tierra y la Libertad de Kenia (en el que fue asesinado), otro hermano fue fusilado durante el Estado de Emergencia y su madre fue torturada en el puesto de guardia nacional de Kamiriithu.
Estudió en la Alliance High School, y continuó sus estudios en la Makerere University College de Kampala, Uganda. Como estudiante asistió a la Conferencia de Escritores Africanos celebrada en Makerere en junio de 1962, y su obra The Black Hermit se estrenó como parte del evento en The National Theatre.  En la conferencia, Ngũgĩ pidió a Chinua Achebe que leyera los manuscritos de sus novelas The River Between y Weep Not, Child, que posteriormente se publicarían en la African Writers Series de Heinemann, lanzada en Londres ese mismo año, con Achebe como primer editor asesor.  Ngũgĩ se licenció en Inglés por el Makerere University College de Uganda en 1963.

### Primeras publicaciones y estudios en Inglaterra
Su primera novela, Weep Not, Child (en español: Niño no llores), se publicó en mayo de 1964, convirtiéndose en la primera novela en inglés publicada por un escritor de África oriental. La novela fue escrita poco antes de la independencia keniata, y la misma aborda, a través de los ojos de un joven llamado Njoroge, las tensiones entre blancos y negros, entre la cultura africana y europea, en una época (1952-1956) donde los insurrectos kikuyus, más conocidos como Mau Mau, se levantan contra la autoridad británica.
Ese mismo año, tras obtener una beca en la Universidad de Leeds para cursar un máster, Ngũgĩ viajó a Inglaterra, donde se encontraba cuando salió a la luz su segunda novela, The River Between, en 1965. The River Between, que tiene como trasfondo el levantamiento de los Mau Mau y describe un desgraciado romance entre cristianos y no cristianos, figuraba anteriormente en el plan de estudios nacional de secundaria de Kenia. Dejó Leeds sin terminar su tesis sobre literatura caribeña, para lo cual sus estudios se habían centrado en George Lamming, de quien Ngũgĩ dijo en su colección de ensayos de 1972 Homecoming: «Evocó para mí, una imagen inolvidable de una revuelta campesina en un mundo dominado por los blancos. Y de repente supe que una novela podía hablarme, podía, con una urgencia apremiante, tocar cuerdas [sic] muy dentro de mí. Su mundo no me resultaba tan extraño como el de Fielding, Defoe, Smollett, Jane Austen, George Eliot, Dickens, D. H. Lawrence».

### Cambio de nombre, ideología y enseñanza
La novela de 1967 de Ngũgĩ Un grano de trigo marcó su adhesión al marxismo Fanonista. Posteriormente renunció a escribir en inglés, y al nombre de James Ngugi por colonialista;en 1970 había cambiado su nombre por el de Ngũgĩ wa Thiong'o',y empezó a escribir en su lengua materna, el gikuyu. En 1967, Ngũgĩ también empezó a dar clases en la Universidad de Nairobi como profesor de literatura inglesa. Siguió enseñando en la universidad durante diez años, al tiempo que ejercía como becario de escritura creativa en Makerere. Durante este tiempo, también fue profesor invitado en la Northwestern University en el departamento de Inglés y Estudios Africanos durante un año.
Mientras era profesor en la Universidad de Nairobi, Ngũgĩ fue el catalizador del debate para abolir el departamento de inglés. Sostenía que, tras el fin del colonialismo, era imperativo que una universidad de África enseñara literatura africana, incluida la oral, y que debía hacerse siendo conscientes de la riqueza de las lenguas africanas. A finales de los años 60, estos esfuerzos dieron como resultado que la universidad abandonara la Literatura Inglesa como asignatura de estudio y la sustituyera por una que situaba la Literatura Africana, oral y escrita, en el centro.

### Encarcelamiento
En 1976, Thiong'o ayudó a fundar el Kamiriithu Community Education and Cultural Centre que, entre otras cosas, organizaba teatro africano en la zona. Al año siguiente se publicó Pétalos de sangre. Su fuerte mensaje político, y el de su obra Ngaahika Ndeenda (Me casaré cuando quiera), coescrita con Ngũgĩ wa Mirii y publicada también en 1977, provocaron que el entonces Vicepresidente keniano Daniel arap Moi ordenara su detención. Junto con ejemplares de su obra, se confiscaron libros de Karl Marx, Friedrich Engels y Vladimir Lenin. Fue enviado a la prisión de Máxima Seguridad de Kamiti, y permaneció allí sin juicio durante casi un año.
Fue encarcelado en una celda con otros presos políticos. Durante parte de su encarcelamiento, se les permitió una hora de luz solar al día. Ngũgĩ escribe «El recinto solía ser para los convictos mentalmente trastornados antes de que se le diera un mejor uso como jaula para “los políticamente trastornados”». Encontró consuelo en la escritura y escribió la primera novela moderna en gikuyu, El diablo en la cruz (Caitaani mũtharaba-Inĩ), en papel higiénico suministrado por la prisión.
Tras su liberación en diciembre de 1978, no fue reincorporado a su puesto de profesor en la Universidad de Nairobi, y su familia sufrió acoso. Debido a sus escritos sobre las injusticias del gobierno dictatorial de la época, Ngũgĩ y su familia se vieron obligados a vivir en el exilio. Sólo después de que Arap Moi, el presidente keniano que más tiempo estuvo en el poder, se retirara en 2002, fue seguro para ellos regresar.
Durante su estancia en prisión, Ngũgĩ decidió dejar de escribir sus obras de teatro y otros trabajos en inglés y comenzó a escribir todas sus obras creativas en su lengua materna, el gikuyu.
Su estancia en prisión también inspiró la obra teatral El juicio de Dedan Kimathi (1976). La escribió en colaboración con Micere Githae Mugo.

### Exilio
Se exilió se exilió en Londres y más tarde a California y fue profesor de la Universidad de Nueva York. Durante su exilio, Ngũgĩ colaboró con el Comité para la Liberación de los Presos Políticos de Kenia, con sede en Londres (1982-98). En esta época se publicó Matigari ma Njiruungi (traducido por Wangui wa Goro al inglés como Matigari). En 1984, fue profesor visitante en la Universidad de Bayreuth, y al año siguiente fue escritor residente del Borough of Islington de Londres. También estudió cine en el Dramatiska Institute de Estocolmo, Suecia (1986).
Entre sus obras posteriores figuran Detained, su diario de la cárcel (1981), Descolonizando la mente: La Política del Lenguaje en la Literatura africana (1986), un ensayo en el que aboga por que los escritores africanos se expresen en sus lenguas nativas y no en lenguas europeas, con el fin de renunciar a los persistentes vínculos coloniales y construir una auténtica literatura africana, y Matigari (traducido por Wangui wa Goro), (1987), una de sus obras más famosas, una sátira basada en un cuento popular gikuyu. 
Ngũgĩ fue profesor visitante de Literatura Inglesa y Comparada en la Universidad de Yale entre 1989 y 1992.En 1992, fue invitado al Congreso de Escritores Sudafricanos y pasó una temporada en Zwide Township con Mzi Mahola, año en que se convirtió en profesor de Literatura Comparada y Estudios de Interpretación en la Universidad de Nueva York, donde ocupó la Cátedra Erich Maria Remarque. Cátedra. Actualmente es profesor distinguido de inglés y literatura comparada, además de haber sido el primer director del Centro Internacional de Escritura y Traducción en la Universidad de California, Irvine.

### Regreso
Regresó a Kenia el 31 de julio de 2004, después de 22 años de ausencia (había jurado no volver mientras Daniel Arap Moi estuviera en el poder) Unos días después de su regreso, el escritor y su esposa fueron atacados de noche en su apartamento de Norfolk Towers. Cuatro agresores con revólveres, machetes y una cizalla, violaron a su esposa delante de él. Ngugi wa Thiong'o, intentó defenderse y lo golpearon y le quemaron la cara. Los atracadores fueron más tarde detenidos y puestos a disposición judicial.
En mérito a su obra entera, Ngũgĩ wa Thiong'o recibió el Grand Prix des mécènes en la edición 2018 de los Grandes Premios de las Asociaciones Literarias.

### Teatro
- The Black Hermit (1962)
- This Time Tomorrow (1966)
- The Reels (1970)
- The Wound In The Heart (1970)
- The Trial of Dedan Kimathi (1976), coescrita con Micere Githae Mugo.
- I Will Marry When I Want (Ngaahika Ndeenda, 1977), coescrita con Ngugi wa Mirii.
- Mother, Sing For Me (1982)
- "Right in the toting" (2004)

### Novela
- Weep Not, Child (1964)
- The River Between (1965)
- Un grano de trigo (1967)
- Pétalos de sangre (1977)
- El diablo en la cruz (1980)
- Matigari (1986)
- El brujo del cuervo (2004)

### Ensayo
- Homecoming: Essays on African and Caribbean Literature, Culture, and Politics (1972)
- Writers in Politics: Essays (1981)
- Education for a National Culture (1981)
- Detained: A Writer's Prison Diary (1981)
- Barrel of a Pen: Resistance to Repression in Neo-Colonial Kenya (1983)
- Descolonizar la mente. La política lingüística de la literatura africana (1986)
- Writing against Neo-Colonialism (1986)
- Moving the Centre: The Struggle for Cultural Freedom (1993)
- Penpoints, Gunpoints and Dreams: The Performance of Literature and Power in Post-Colonial Africa (1998)
- Ngũgĩ wa Thiong’o speaks (2006)
- Something Torn and New: An African Renaissance (2009)
- Globalectics: Theory and the Politics of Knowing (2012)

### Relatos
- A Meeting in the Dark (1974)
- Secret Lives, and Other Stories (1975)

### Literatura infantil
- Njamba Nene na Mbaathi i Mathagu (1982)
- Bathitoora ya Njamba Nene (1984)
- Njamba Nene na Chibu King'ang'i (1986)

### Memorias
- Sueños en tiempos de guerra. Memorias de infancia (2010)
- En la Casa del Intérprete (2012)
- Nace un tejedor de sueños. El despertar de un escritor (2016)

## Comentarios sobre sus obras
Su libro The Perfect Nine, originalmente escrito y publicado en gikuyu como Kenda Muiyuru: Rugano Rwa Gikuyu na Mumbi (2019), fue traducido al inglés por Ngũgĩ para su publicación en 2020, y es una reimaginación en poesía épica de la historia del origen de su pueblo. Fue descrito por Los Angeles Times como «una novela de búsqueda en el verso que explora el folclore, el mito y la alegoría a través de una lente decididamente feminista y panafricana».
La reseña en World Literature Today decía «Ngũgĩ elabora un hermoso recuento del mito de Gĩkũyũ que hace hincapié en la noble búsqueda de la belleza, la necesidad del valor personal, la importancia de la piedad filial y el sentido del Dador Supremo, un ser que representa la divinidad y la unidad en todas las religiones del mundo. Todos estos elementos se unen en un verso dinámico para hacer de Los Nueve Perfectos una historia de milagros y perseverancia; una crónica de la modernidad y el mito; una meditación sobre los comienzos y los finales; y un palimpsesto de la memoria antigua y contemporánea, ya que Ngũgĩ superpone el poder femenino de The Perfect Nin al mito del origen del pueblo kikuyu de Kenia en una conmovedora interpretación de la forma épica».
Fiona Sampson, en The Guardian, concluye que se trata de «una hermosa obra de integración que no sólo rechaza las distinciones entre el "alto arte" y la narración tradicional, sino que satisface esa necesidad humana tan poco frecuente: la sensación de que la vida tiene sentido».
En marzo de 2021, Los nueve perfectos se convirtió en la primera obra escrita en una lengua indígena africana en ser candidata al Premio Internacional del Libro, y Ngũgĩ se convirtió en el primer nominado como autor y traductor del mismo libro.